# Moissonneuse
Ne doit pas être confondu avec Moissonneuse-batteuse ou Moissonneuse-lieuse.
La moissonneuse est une machine utilisée pour assister l'agriculteur dans les tâches de la moisson. Les premières moissonneuses documentées sont les faucheuses gauloises, utilisées à l'époque romaine dans ce qui allait devenir la France moderne. La moissonneuse gauloise comportait un peigne qui recueillait les épis, et un opérateur frappait le grain dans une caisse pour le battre plus tard.

## Histoire

### Période gallo-romaine

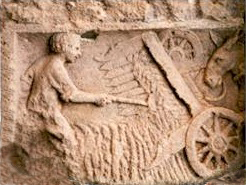
La moissonneuse des Trévires de Montauban-sous-Buzenol (Belgique) - Bas-relief du IIe siècle. Collection Musée gaumais, Virton.

Selon Pline l'Ancien et Palladius, les gaulois utilisaient dans les grands domaines des Gaules, des chars à deux roues munis d'un bac récolteur qui portait, sur le bord avant, un rang de lames dentelées, pour moissonner les céréales. Plusieurs bas-reliefs gaulois montrent cet engin agricole appelé vallus, muni d'un bac à bord dentelé, propulsé (et non tiré) par un animal (bovidé ou équidé). Le terme vallus pourrait provenir du terme vallum pectinis (Ovide. Am. 1, 14, 15) désignant la rangée de dents d'un peigne . En effet, cette machine peut, en définitive, se résumer à une caisse sur roues, munie de dents et propulsée par un animal.
L'aire d'extension de ces moissonneuses paraît limitée à la Gaule Belgique, et pourrait être liée à un manque de main-d'œuvre. Elle pourrait s'expliquer, alternativement, par un besoin rapide et important en céréales pour les légions romaines stationnées outre-Rhin, en Germanie.
La description de Pline l'Ancien (23 à 79 de notre ère) constitue la première mention de l'existence de cette machine ; cette citation remonte au premier siècle de notre ère. Pline l'Ancien (Histoire Naturelle, Livre XVIII, 72, 296) : « La moisson elle-même se fait selon diverses méthodes. Dans les grandes propriétés des Gaules, on pousse à travers les champs de blé de grandes moissonneuses dont le bord est garni de dents, montées sur deux roues, et auxquelles une bête de somme est attelée à l'envers : les épis ainsi arrachés tombent dans la moissonneuse. » Outre les citations antiques, des reliefs sculptés fragmentaires illustrant cet engin se trouvent à Reims (France, Porte de Mars), à Arlon (Belgique, musée archéologique), à Coblence (Allemagne) et Trèves (Allemagne, au Rheinisches Landesmuseum). Mais le plus complet fut découvert en 1958 à Montauban-Buzenol (Belgique, musée Gaumais de Virton) par l'archéologue J. Mertens et E.-P. Fouss (fondateur du musée Gaumais). C'est lui qui a permis de comprendre son mode de fonctionnement et d'en réaliser une reconstitution expérimentale. Plusieurs expérimentations avec un vallus reconstitué ont, depuis, été réalisées, principalement en Belgique et en France.
Les reliefs sculptés gallo-romains proviennent exclusivement de zones comprises dans le territoire des peuples gaulois Rèmes et Trévires qui, rappelons-le, appartiennent à l’aire géographique de la Gaule Belgique. Il semblerait que l'épeautre, dont l'épi se sépare facilement de la tige, ait été particulièrement adapté à la récolte au vallus. Les analyses paléobotaniques effectuées lors des fouilles des camps militaires rhénans de Germanie supérieure indiquent une forte consommation de cette céréale. Finalement, l'abandon de l'utilisation du vallus se situerait au début du Moyen Âge.

### Temps modernes

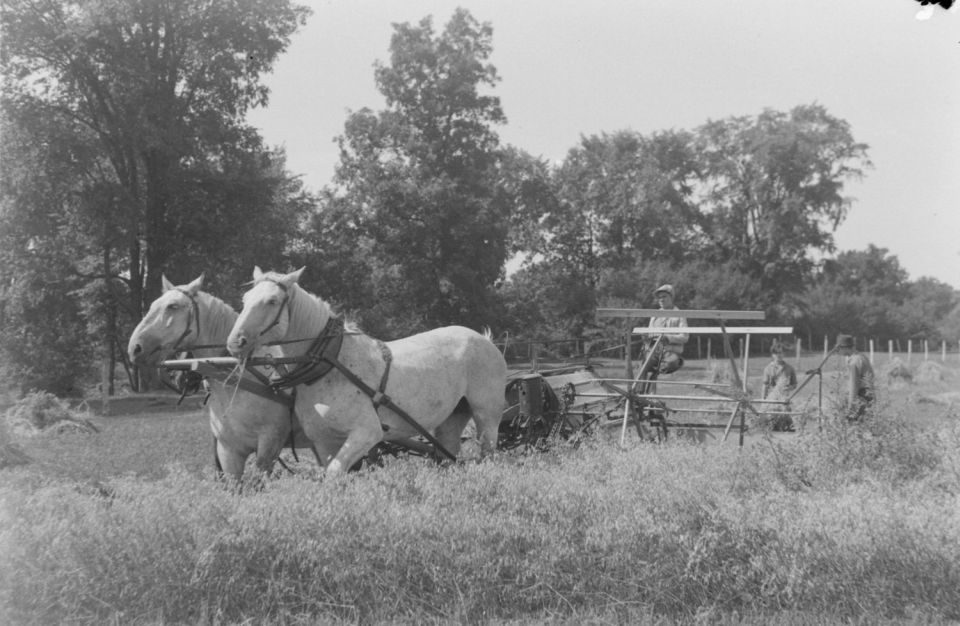
Une moissonneuse tirée par des chevaux au Canada en 1941

Lors de sa « ré-invention » dans le courant du XIXe siècle, la moissonneuse ne diffère guère dans ses principes, de celle des Gallo-romains.
- En 1824, Patrick Bell construit en Écosse un « chariot-tondeur » qui fut brisé par les moissonneurs anglais qui craignaient de perdre leur emploi.
- En 1831, Cyrus McCormick met au point un prototype qui connait le succès en Virginie puis aux États-Unis, lieux où l'on manque au contraire de main-d'œuvre (McCormick fait valoir que sa machine remplace six ouvriers)
- En 1847, McCormick crée une usine à Chicago. En quatre ans, il vend mille machines, dix ans après vingt-trois mille.

## Typologie
- Moissonneuse-batteuse, une machine agricole automotrice destinée à la récolte de plantes à graines.
- Moissonneuse-lieuse, une ancienne machine agricole.